# 陕坝镇
陕坝镇，是内蒙古自治区巴彦淖尔市杭锦后旗下辖的一个镇，为杭锦后旗政府所在地，是杭锦后旗的经济、政治、科技、教育、文化中心，总人口10.5万人，其中城镇人口66,053人，总面积206平方公里，著名的河套酒业集团坐落于此。还有内蒙古第一所中学奋斗中学（杭锦后旗第一中学）也在这里。